# 石見智翠館高等學校
石見智翠館高等學校是位於日本島根縣江津市的私立高等學校。
在1990年代之後，其棒球部及橄欖球部都成為進入全國賽的常客，橄欖球更是自1991年起連續30年參加全國高等學校橄欖球錦標賽，2011年也成立了女子橄欖球部，並曾連續四年獲得全國高等學校選拔橄欖球大會的優勝。

## 歷史
學校的歷史可以追溯至1907年成立於川本町的「邑智裁縫女學館」，又被稱為「川本女學館」，1945年改組為實業學校「川本農業專修女學校」；在1948年配合日本的學制改革成為「川本家政高等學校」。
1959年一度在江津市成立姊妹校「江津女子高等學校」，不過僅兩年就與川本家政高等學校合併；1963年由於開始招收年男性學生，更名為「江之川高等學校」，後在1973年遷移至江津市的現址。
2009年更名為「石見智翠館高等學校」。